# すっきりしたぜ
「すっきりしたぜ」（I'll Feel a Whole Lot Better）は、ザ・バーズが1965年に発表した楽曲。

## 概要
作詞作曲とリード・ボーカルはジーン・クラーク。ロサンゼルスのナイトクラブで活動していた下積みの時代、クラークが実際に付き合っていた女性をモデルに書かれた。「君があんなことをした後じゃもうここにはいられない／君が消えてしまえばおそらくは気分がすっきりするだろう」と歌われる。曲の構成はジャッキー・デシャノンの「ピンと針」が元になっている。
レコーディングは1965年1月20日コロムビア・スタジオで行われた。同年6月14日、シングル「All I Really Want to Do」のB面として発表され、その直後に出たファースト・アルバム『ミスター・タンブリン・マン』に収録された。

## 評価
ローリング・ストーンの選ぶオールタイム・グレイテスト・ソング500（2010年版）では237位にランクされている。

## カバー・バージョン
- ジョニー・リバーズ - 1973年のアルバム『Blue Suede Shoes』に収録。
- ドン・ニックス - 1976年のアルバム『Gone Too Long』に収録。
- ボビー・ベア - 1978年のアルバム『Sleeper Wherever I Fall』に収録。
- ザ・フレイミング・グルーヴィーズ - 1978年のアルバム『Flamin' Groovies Now』に収録。
- ジーン・クラーク - 1984年のアルバム『Firebyrd』でセルフカバー。
- ジュース・ニュートン - 1985年のアルバム『Old Flame』に収録。
- トム・ペティ - 1989年のアルバム『フル・ムーン・フィーヴァー』に収録。
- チャーリー・ガルスィア - 1990年のアルバム『Filosofía Barata y Zapatos de Goma』に収録。スペイン語の訳詞で歌われた。
- マイク・ウィルヘルム - 2007年のアルバム『Live at the Cactus』に収録。